# Kennet
Kennet este un district ne-metropolitan din Regatul Unit, situat în comitatul Wiltshire din regiunea South West, Anglia.

## Orașe din district
- Devizes
- Marlborough